# ریتسمانیتسه
ریتسمانیتسه (به لاتین: Řícmanice) یک منطقهٔ مسکونی در جمهوری چک است که در ناحیه برنو-تسوونتری واقع شده‌است. ریتسمانیتسه ۱٫۴۹ کیلومتر مربع مساحت و ۷۱۳ نفر جمعیت دارد و ۲۷۸ متر بالاتر از سطح دریا واقع شده‌است.